# アンドリュー・コール
アンドリュー・コール（Andrew Cole、1960年10月1日 - ）は、オーストラリアの元ラグビーユニオンレフリー（審判員）。オーストラリア・ブリスベン出身。

## 略歴
17歳の時、レフリーを始めて2005年までレフリーを務めた。
レフリー引退後、2010年、オーストラリアラグビー協会のレフリーのヘッドコーチに就任。2012年から4年間レフリー選考員を務めた。
2017年、オーストラリアラグビー協会のレフリーのヘッドコーチを退任した。

## 受賞歴
- ワールドラグビー最優秀レフリー賞:2021年[4]